# Adamo (album 1966)
Adamo è un album discografico del 1966 di Adamo. Contiene versioni di brani già noti in francese registrati col testo in italiano.

## Tracce
1. La Notte (La Nuit) – 3:15 (Salvatore Adamo)
2. Non Mi Tenere Il Broncio (Laisse Mes Mains Sur Tes Hanches) – 2:55 (Salvatore Adamo)
3. Dolce Paola – 2:30 (Salvatore Adamo)
4. Vous Permettez, Monsieur? – 3:00 (Nicola Salerno, Salvatore Adamo)
5. Che Funerale! (Fais-toi Croque-mort) – 2:32 (Salvatore Adamo)
6. Cade La Neve (Tombe La Neige) – 2:55 (Nicola Salerno, Salvatore Adamo)
7. Lei (Elle) – 3:05 (Salvatore Adamo)
8. Non Voglio Nascondermi – 2:30 (Nicola Salerno, Salvatore Adamo)
9. Non Sei Tu (Si Jamais) – 2:45 (Salvatore Adamo)
10. Lascia Dire (Laissons Dire) – 1:50 (Nicola Salerno, Salvatore Adamo)
11. Pazienza – 1:57 (Nicola Salerno, Salvatore Adamo)
12. Come Sempre – 2:40 (Salvatore Adamo)